# 小氷期

世界の平均気温の変化は、小氷期が地球全体で明確に異なる時期ではなく、最近の地球温暖化に先立つ長い気温低下の終わりであったことを示している。

小氷期（しょうひょうき、英：Little Ice Age, LIA）とは、ほぼ14世紀半ばから19世紀半ばにかけて続いた寒冷な期間のことである。小氷河時代、ミニ氷河期ともいう。この気候の寒冷化により、「中世の温暖期」として知られる温和な時代は終止符を打たれた。
気候変動に関する政府間パネル(IPCC)は、小氷期を「期間中の気温低下が1℃未満に留まる、北半球における弱冷期」と記述している。なお、氷河学的にはこの間や現在なども含めて氷期の中でも比較的温暖な時期が続く、間氷期にあたる。

## 北半球
小氷期の間、世界の多くの場所で厳冬がもたらされたが最も詳細な記録が残っているのはヨーロッパと北アメリカである。17世紀半ば、スイス・アルプスの氷河は徐々にその版図を低地へと広げ谷筋に広がる農場を飲み込み村全体を押し潰していった。氷河が河川を塞き止め、決壊による洪水に襲われた村も多い。テムズ川やオランダの運河・河川では一冬の間完全に凍結する光景が頻繁に見られ、人々はスケートや氷上縁日（フロスト・フェアー）に興じている。1780年の冬にはニューヨーク湾が凍結し、マンハッタンからスタッテンアイランドへ歩いて渡ることが可能であった。アイスランドでは海氷が何マイルにもわたって島を取り囲んで長期間に渡って港湾を封鎖し、漁業や交易に打撃を与えた。
この厳冬の到来は、大なり小なり人々の生活に影響を与えている。飢饉が頻繁に発生するようになり（1315年には150万人もの餓死者を記録）、疾病による死者も増加した。アイスランドの人口は半分に減少し、グリーンランドのヴァイキング植民地は全滅の憂き目を見た。また、小氷期の影響をこの時代の芸術にも見ることができる。例えば、フランドルの画家ピーター・ブリューゲルの絵の多くは雪に覆われた風景を呈している。
日本においても東日本を中心にたびたび飢饉が発生し、これを原因とする農村での一揆の頻発は幕藩体制を揺るがした。

## 南半球
南極大陸やその周辺で採取されたコアの解析により、南半球でも小氷期の影響がみられることが分かってきた。例えば南緯62度・西経56度の南極半島沖、南緯82度・西経149度のシプルドーム、南緯66度・東経113度のロウドーム、南緯78度・東経158度のテイラードームなどが挙げられる。単純に温度が下がったというわけではなくシプルドームでは夏季の融氷が増えていて、テイラードームでは「中世の温暖期」より温度が上昇していた。一方ロウドームでは16世紀半ばから18世紀にかけて寒冷化していて、1836年にオーストラリアのシドニーで西洋人の入植以来唯一の降雪が観測されているという例もある。
珊瑚の調査から17世紀中ごろに非常に強いエルニーニョ・南方振動現象が数多く生じたことも報告されていて、小氷期との関連が議論されている。

## 原因
科学者は、海洋/大気/陸地システムの研究を通して小氷期の原因を2つ同定している。それは太陽活動の衰弱と火山活動の活発化である。研究は気候システムの内部不安定性や人類の活動による影響など比較的不確定性の高い作用を基に進められており、黒死病が蔓延した時期におけるヨーロッパの人口減少とその結果生じた農業生産の低下は小氷期を長引かせたと推測する向きもある。

### 太陽活動
小氷期の中頃の1645年から1715年にかけては太陽黒点が示す太陽黒点活動は極端に低下し、太陽黒点が全く観察されない年も複数年あった。太陽黒点活動が低下したこの期間をマウンダー極小期という。太陽黒点活動の低下と気温の寒冷化を結びつける明確な証拠は提示されていないが、小氷期の中でも最も寒さの厳しかった時期とマウンダー極小期が一致する事実は因果関係の存在を暗示している。この期間における太陽活動の低下を推定するための他の指標としては炭素14（14C）とベリリウム10（10Be）の存在比が挙げられる。太陽総放射量の低下量の推定値は0.9 W/m2 から3 W/m2と、モデルに依って大きな差がある。また、観測衛星からの計測による太陽総放射量の変動は太陽黒点数の約11年の周期で±1W/m2程度となっており、マウンダー極小期における太陽活動の低下の推定値は決して大きい値ではない。

### 火山活動
小氷期の全体にわたって、世界各地で広範な火山活動が記録されている。火山が噴火した時にその火山灰が大気上層に達し、地球全体を覆うように広がることがある。この灰のベールが日射をある程度遮り、噴火後2年にわたって全世界の気温を引き下げる。さらに火山ガスの成分であるSO2が噴火の際に大量に放出されるとこのガスが成層圏に達したときに硫酸の粒子に変化し、太陽光線を反射して地表に届く日射量をさらに縮小させる。1815年に起きたインドネシアのタンボラ火山の噴火は大気中に大量の火山灰をばら撒き、翌年の1816年は「夏のない年」として記録されている。このときニューイングランドと北ヨーロッパでは、6月と7月に降霜と降雪が報告されている。

## 小氷期の終わり
1850年代が始まると世界の気候は温暖化に転じており、小氷期はこの時点で終了したと述べられている。

## 小氷期の再来に関する論説
2015年、英国ノーザンブリア大学のヴァレンティーナ・ジャルコヴァは、太陽ダイナモのわずかに周期がずれている2つの波の重なりが黒点数と相関することに基づきモデルを作成し、予測を行い発表した。メディアは、その内容を、97%の確率で2030年代には太陽活動が60%低下しマウンダー極小期並みとなり、気温が低下して17世紀に到来したような寒さに見舞われるというものと伝えたが、しかし、予測内容は、60%低下するのは発熱や光などの太陽放射ではなく太陽磁場のついての予測であり、太陽磁場の変動幅に対して太陽放射の変動幅（太陽変動）はかなり小さいことに留意する必要がある。教授自身も、小氷期の可能性を否定はしないながら、研究は気候変動についてのものではないと述べている。
気候変動の研究者は、高濃度の温室効果ガスにより気候変動が進んでいることから、2030年代に小氷期が到来するという考えに否定的である。